# Фитан
Фитан — 2,6,10,14-тетраметилгексадекан, C20H42 — алифатический углеводород, относящийся к дитерпеноидам. Бесцветная жидкость с температурой кипения 69-71 °С, плотность 0,791 г/мл, CAS-номер 638-36-8. В отличие от пристана, который образуется путём декарбоксилирования фитола, фитан имеет один дополнительный атом углерода, то есть является его гомологом.
Фитанил является соответствующим заместителем, такие функциональные группы в большом количестве были обнаружены в фосфолипидах мембран термофильных архей. Таким веществом является, например, калдархеол — соединение, содержащее две связанных фитанильных цепи.

## Ненасыщенные фитаны
- Фитен  — непредельное соединение, соотносимое с фитаном, имеющее одну двойную связь. Это соответствующий алкен с двойной связью в положении 2.
- Фитил — функциональная группа, соответствующая 2-фитену (2,6,10,14-тетраметилгексадецен-2-ил), содержащаяся в составе некоторых важных биологических молекул. Спиртом, соответствующим фитену является фитол.
- Геранилгеранен — полиненасыщенная форма фитана. Соответствующим заместителем является геранилгеранил.

## Применение
Используется в качестве биомаркера в исследованиях топлив.